# 春国光新
春国光新は、戦国時代の仏僧。 岐秀元伯の没後、長禅寺二世住職を務めた。

## 来歴
永禄8年（1565年）10月初旬に武田信玄の嫡男・武田義信が謀反を企てたたが事前に察知され、甲府の東光寺（甲府市東光寺）に幽閉された際、春国は、恵林寺の快川紹喜や東光寺住職・藍田恵青とともに信玄・義信間の調停を試みている。
『甲陽軍鑑』流布本の品一に掲載されている甲州法度次第には、末尾に彼が書いた序文が掲載されている。
武田信虎が創建した大泉寺に所蔵されている天正2年（1574年）に描かれた信廉筆の「武田信虎像」に、賛文を寄せていることから、大泉寺と長禅寺の交流が窺える。